# Авиаудар по тюрьме в Сааде
Авиаудар по тюрьме в Сааде — авиаудар, совершённый Аравийской Коалицией (причастность к авиаудару отрицается коалицией). В результате авиаудара погибли около 87 человек (включая 3 детей), ранены не менее 266.

## Атака
21 января 2022 года истребители арабской коалиции разбомбили тюрьму в Сааде, в результате чего погибли по меньшей мере 140 заключённых. Во время нападения в тюрьме находилось 2500 заключённых. Сообщается, что коалиция также нанесла удар по зданию, прилегающему к центру связи провинции Саада.

## Последствия
Губернатор Саады рассказал СМИ, что больницы провинции переполнены телами погибших и ранеными, а провинция, как и страна, остро нуждается в медицинском оборудовании и медикаментах, а также в донорской крови.